# بيل (لاعب كرة قدم)
بيل هو لاعب كرة قدم برازيلي في مركز الهجوم، ولد في 7 مايو 1999 في بلفورد روكسو في البرازيل. لعب مع نادي بونتي بريتا.

## وصلات خارجية
- بيل (لاعب كرة قدم) على موقع اتحاد أوكرانيا (الإنجليزية)
- بيل (لاعب كرة قدم) على موقع إي إس بي إن إف سي (الإنجليزية)
- بيل (لاعب كرة قدم) على موقع قاعدة بيانات كرة القدم.إي يو (الإنجليزية)
- بيل (لاعب كرة قدم) على موقع Soccerway.com (الإنجليزية)
- بيل (لاعب كرة قدم) على موقع عالم كرة القدم.نت (الإنجليزية)